# Ilex geniculata
Ilex geniculata är en järneksväxtart som beskrevs av Carl Maximowicz. Ilex geniculata ingår i släktet järnekar, och familjen järneksväxter.

## Bildgalleri

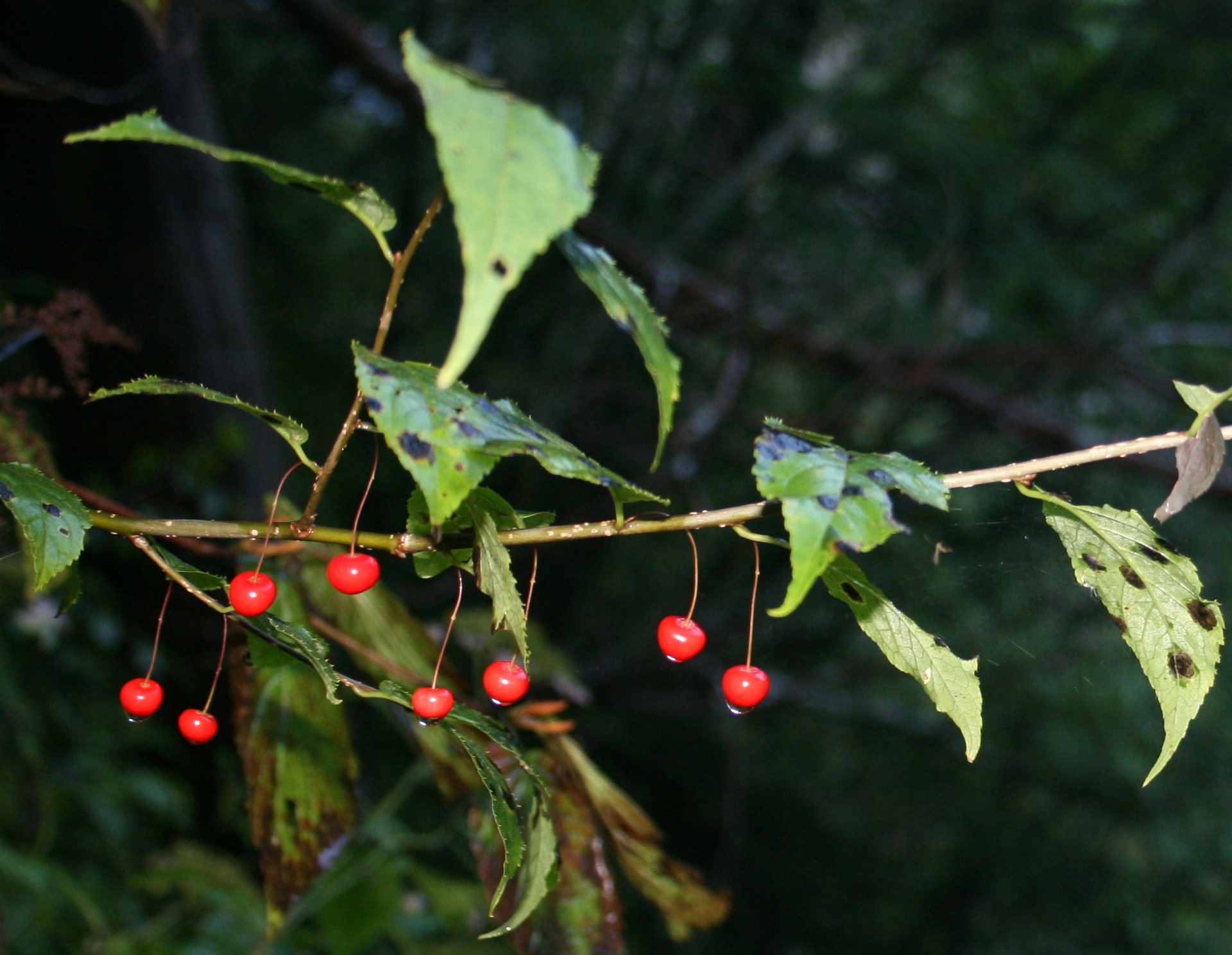
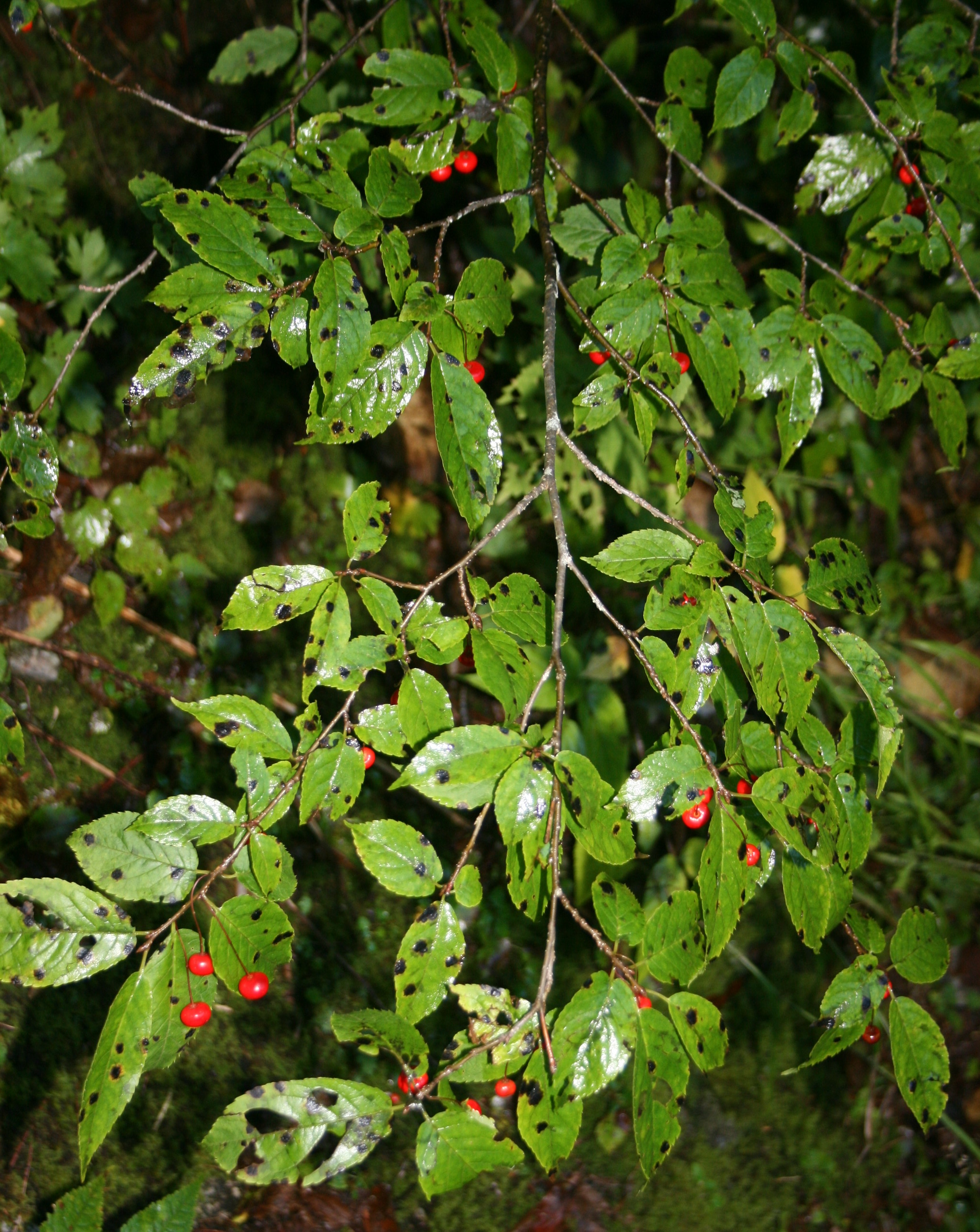